# Epizeuxis fulvipicta
Epizeuxis fulvipicta är en fjärilsart som beskrevs av Butler 1889. Epizeuxis fulvipicta ingår i släktet Epizeuxis och familjen nattflyn. Inga underarter finns listade i Catalogue of Life.